# 硐底镇
硐底镇，是中华人民共和国四川省宜宾市长宁县下辖的一个乡镇级行政单位。

## 行政区划
硐底镇下辖以下地区：
翡翠社区、新堡村、五一社区村、七坝村、民元村、龙溪村、治平社区村、水潮村、三桥村、育贤村、红旗村和石垭社区村。